# Rucentra grossepunctata
Rucentra grossepunctata är en skalbaggsart som beskrevs av Stefan von Breuning och De Jong 1941. Rucentra grossepunctata ingår i släktet Rucentra och familjen långhorningar. Inga underarter finns listade i Catalogue of Life.